# 松山町 (宮城県)
松山町（まつやままち）は、平成18年（2006年）まで宮城県志田郡にあった町。
宮城県の北部に位置し、北東部に鳴瀬川が流れ、南部には高寺山を中心として東西に大松沢丘陵が連なっている。毎年10月に行われるコスモス祭り、地酒の一ノ蔵や刀匠・法華三郎の鍛錬所などが有名で、キャッチフレーズは「花と歴史の香るまち」であった。仙台市への通勤率は14.7%、古川市への通勤率は14.0%（いずれも平成17年国勢調査）。

## 地理
- 山：高寺山
- 河川：鳴瀬川

## 歴史

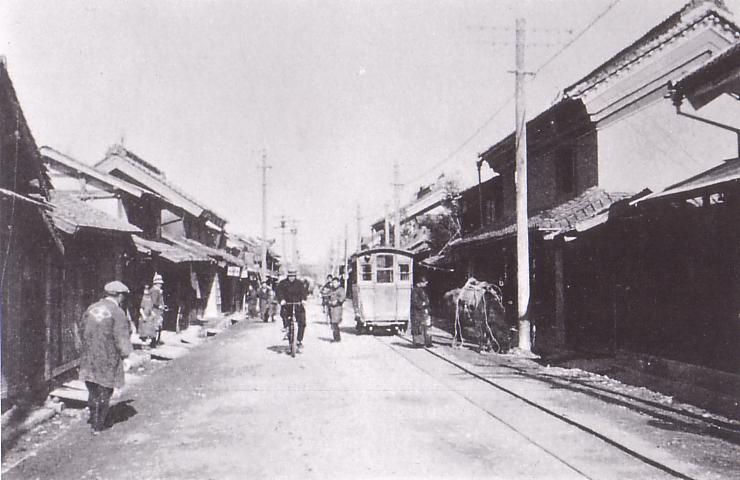
松山人車軌道（1920年代）

松山の名は、遠藤盛継が応永11年（1404年）に創建した万年寺の山号・嶺松山に由来するという。盛継は応永8年（1401年）に鎌倉公方・足利満兼より志田・加美・玉造三郡の奉行として派遣されてこの地に土着し、松山城（千石城）を築いて居城とした。戦国時代に入ると、伊達稙宗の急速な勢力拡大にともなって遠藤氏もその傘下に組み込まれた。松山一帯は、もとは長世保（ながせのほ）と呼ばれていたが、天文7年（1538年）に稙宗が作成させた『御段銭帳』には「松山庄」とあり、この頃には「長世」に替わり「松山」が地名として用いられるようになっていたことがうかがい知れる。天正19年（1591年）に遠藤氏が松山から登米郡石森に移された後は石川昭光・古田重直が領主を歴任し、慶長8年（1603年）に茂庭良綱が松山に入部。以後、幕末に至るまで茂庭氏がこの地を治めた。
- 明治22年（1889年）4月1日 - 千石村・金谷村・須摩屋村・次橋村・長尾村の計5か村が合併して松山村が発足。当時の人口は5,188人。
- 明治23年（1890年）3月15日 - 町制施行し、松山町となる。
- 昭和30年（1955年）
  - 3月30日 - 松山町と下伊場野村東部が合併し、新制の松山町が発足。
  - 10月1日 - 三本木町の一部を編入（0.5平方㎞、311人）。
- 平成18年（2006年）3月31日 - 三本木町・鹿島台町・岩出山町・鳴子町・田尻町・古川市と合併し、大崎市が発足。

## 行政
- 歴代村長

| 代 | 氏名       | 就任                      | 退任                      | 備考 |
| -- | ---------- | ------------------------- | ------------------------- | ---- |
| 1  | 吉田辰之助 | 明治22年（1889年）4月20日 | 明治23年（1890年）3月14日 |      |

- 歴代町長

昭和の合併以前
| 代 | 氏名         | 就任                       | 退任                       | 備考         |
| -- | ------------ | -------------------------- | -------------------------- | ------------ |
| 1  | 吉田辰之助   | 明治23年（1890年）3月15日  | 明治29年（1896年）2月24日  | 村長より留任 |
| 2  | 上田治四郎   | 明治30年（1897年）12月4日  | 明治31年（1898年）8月25日  |              |
| 3  | 畠中太仲     | 明治31年（1898年）8月29日  | 明治31年（1898年）11月     |              |
| 4  | 我妻文記     | 明治31年（1898年）12月20日 | 明治35年（1902年）3月6日   |              |
| 5  | 今野又六     | 明治35年（1902年）3月20日  | 明治35年（1902年）4月15日  |              |
| 6  | 上田治四郎   | 明治35年（1902年）4月28日  | 明治35年（1902年）8月25日  | 再任         |
| 7  | 角田六郎兵衛 | 明治35年（1902年）9月18日  | 明治36年（1903年）12月20日 |              |
| 8  | 浦上九門     | 明治37年（1904年）1月13日  | 明治37年（1904年）9月21日  |              |
| 9  | 遊佐武之     | 明治37年（1904年）10月3日  | 明治41年（1908年）10月2日  |              |
| 10 | 角田七左衛門 | 明治41年（1908年）10月13日 | 明治44年（1911年）4月26日  |              |
| 11 | 相澤愛之助   | 明治44年（1911年）6月1日   | 大正4年（1915年）8月23日   |              |
| 12 | 渡辺宋伯     | 大正5年（1916年）1月19日   | 大正6年（1917年）9月28日   |              |
| 13 | 佐々太一郎   | 大正6年（1917年）11月29日  | 昭和3年（1928年）6月10日   |              |
| 14 | 及川慶馬     | 昭和3年（1928年）7月2日    | 昭和7年（1932年）7月1日    |              |
| 15 | 菊池譲弥     | 昭和7年（1932年）7月6日    | 昭和8年（1933年）6月30日   |              |
| 16 | 只埜静弥     | 昭和8年（1933年）7月2日    | 昭和16年（1941年）7月6日   |              |
| 17 | 武田恒司     | 昭和16年（1941年）7月8日   | 昭和21年（1946年）11月21日 |              |
| 18 | 櫻井多寿得   | 昭和22年（1947年）4月5日   | 昭和30年（1955年）3月30日  |              |

昭和の合併以後
| 代 | 氏名       | 就任                      | 退任                      | 備考 |
| -- | ---------- | ------------------------- | ------------------------- | ---- |
| 1  | 櫻井多寿得 | 昭和30年（1955年）4月30日 | 昭和42年（1967年）4月29日 |      |
| 2  | 只埜静一   | 昭和42年（1967年）4月30日 | 昭和50年（1975年）4月29日 |      |
| 3  | 氷室眞悟   | 昭和50年（1975年）4月30日 | 平成3年（1991年）4月29日  |      |
| 4  | 狩野猛夫   | 平成3年（1991年）4月30日  | 平成18年（2006年）3月30日 |      |

## 経済

### 産業
- 主な産業：農業、食品工業（酒造、みそ醸造）

## 姉妹都市・提携都市

### 国内
- 山形県松山町（現・酒田市）

## 教育
- 松山町立松山小学校
- 松山町立下伊場野小学校
- 松山町立松山中学校
- 宮城県松山高等学校

## 交通

### 鉄道
- 東日本旅客鉄道東北本線：松山町駅
- （廃止）松山人車軌道

### 道路
- 都道府県道
  - 宮城県道19号鹿島台高清水線
  - 宮城県道32号古川松山線
  - 宮城県道40号利府松山線
  - 宮城県道146号小牛田松島線
  - 宮城県道152号涌谷三本木線
  - 宮城県道153号松山停車場線
  - 宮城県道242号大迫松山線

## 名所・旧跡・観光スポット・祭事・催事
- 松山町ふるさと歴史館
- 松山町酒ミュージアム・松山町華の蔵
- 松山町御本丸公園
- コスモス祭り（10月）
- 羽黒山公園

## 出身有名人
- フランク永井 - 歌手